# Grzegorz Falkowski
Grzegorz Falkowski (ur. 16 września 1972 w Białymstoku) – polski aktor filmowy, telewizyjny, teatralny i dubbingowy.

## Kariera zawodowa
W 1998 roku ukończył studia na PWST im. Ludwika Solskiego w Krakowie, dyplom obronił w 2000 roku. Występuje głównie na deskach teatralnych, m.in. w latach 1998–2007 w Teatrze Współczesnym w Szczecinie, gdzie za rolę Tima w przedstawieniu Polaroid otrzymał nagrodę aktorską na II Festiwalu „Rzeczywistość Przedstawiona” w Zabrzu. W tym samym okresie gościnnie występował na deskach szczecińskiego Teatru Krypta, gdzie za główną rolę w spektaklu Mojo Mickybo otrzymał nagrodę dziennikarzy na XLI Festiwalu „Kontrapunkt” i nagrodę aktorską na V Festiwalu Prapremier w Bydgoszczy.
W 2007 związał się z Teatrze Wybrzeże w Gdańsku, a od września 2010 roku z Teatrem Powszechnym im. Zygmunta Hübnera w Warszawie.

## Nagrody i wyróżnienia[3]
- Wyróżnienie na Festiwalu Sztuk Przyjemnych i Nieprzyjemnych w Łodzi (2007);
- Grand Prix festiwalu Kontrapunkt w Szczecinie (2006);
- I nagroda Ministra Kultury (2006);
- Nagroda dziennikarzy na festiwalu Kontrapunkt (2006);
- Grand Prix Festiwalu Prapremier w Bydgoszczy (2004).

## Role filmowe
- 2012: Bojan – Bojan
- 2011: Czarny Czwartek. Janek Wiśniewski padł – Legucki
- 2011: Obława
- 2008: Wszystkie małe kłamstwa Anny – Tomasz
- 2003: Ucieczka na Bornholm – Kapitan Tomasz Tomaszewski